# CKVM-FM
 (janvier 2020).

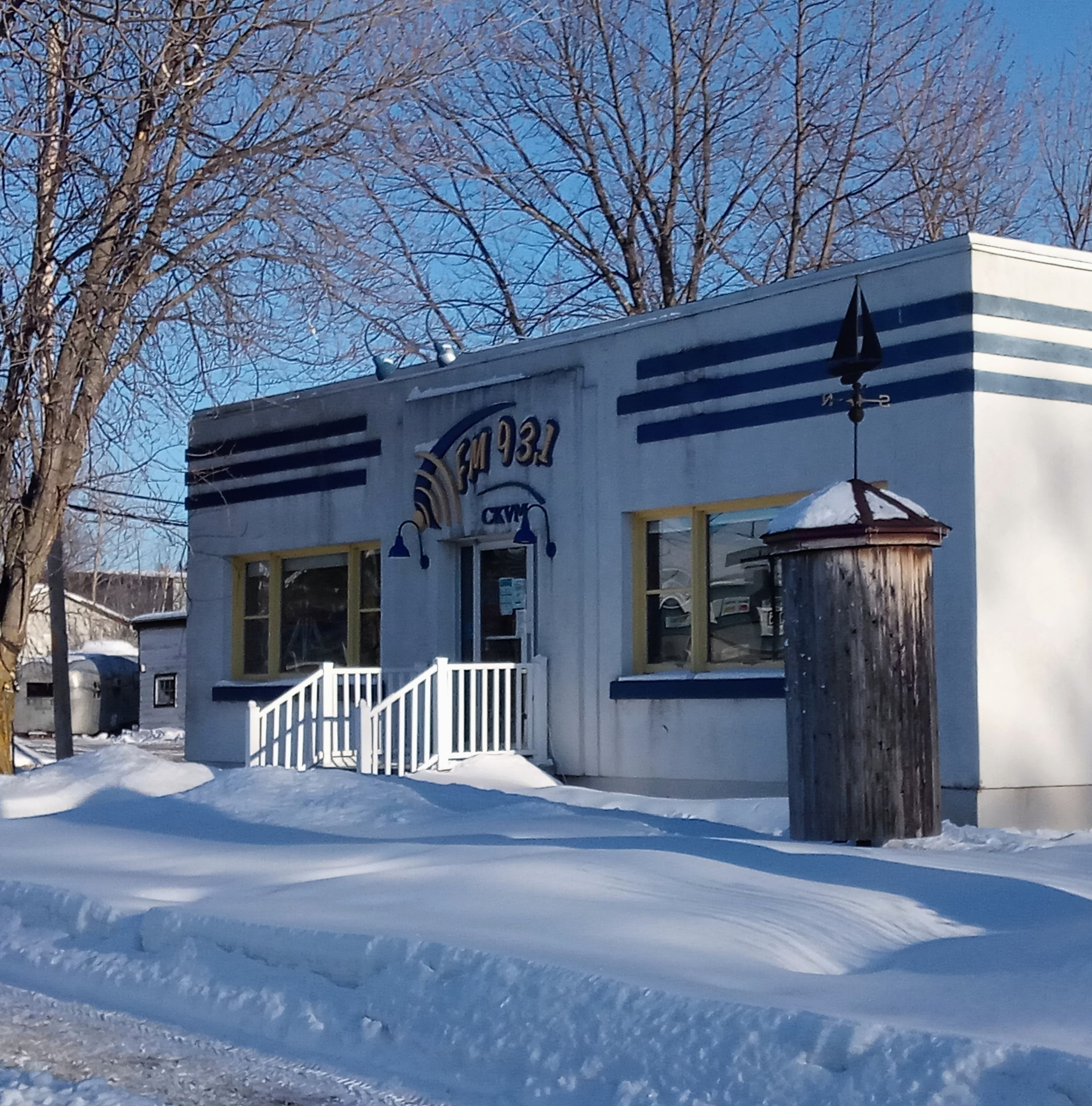
Studio

CKVM-FM est une station de radio québécoise de langue française située à Ville-Marie, au Québec.
Détenue et exploitée par Radio Témiscamingue (un organisme sans but lucratif), elle diffuse sur 93,1 MHz avec une puissance apparente rayonnée de 18 400 watts et une puissance apparente rayonnée de crête de 34 000 watts (classe B) à l'aide d'une antenne omnidirectionnelle. La station a un format de musique contemporaine pour adultes.
La station exploite un petit relais, CKVM-FM-1 à Témiscaming, qui diffuse sur 92,1 MHz avec une puissance apparente rayonnée de 10 watts (classe LP) à l'aide d'une antenne omnidirectionnelle.

## Histoire
La station a été diffusée le 7 janvier 1950 à 710 kHz, utilisant à l'origine 1 000 watts à plein temps (et utilisant une antenne directionnelle la nuit). La puissance diurne est passée à 10 000 watts en août 1961.
En 1968, CKVM a ouvert une station de radio AM à Témiscaming sur 1 340 kHz sous le nom de CKVT. En 1988, CKVT a été autorisé à passer au FM à 92,1 MHz, jusqu'à ce qu'il devienne sombre en 1992, date à laquelle il a été remplacé par l'actuel CKVM-FM-1,.
CKVM était largement connu pour ne pas avoir suivi ses paramètres techniques nocturnes en fonctionnant la nuit avec 10 000 watts omnidirectionnels, causant ainsi des interférences avec la station américaine à canal clair WOR à New York. La station a reconnu cette situation lors d'une audience publique du Conseil de la radiodiffusion et des télécommunications canadiennes (CRTC) en 2001 . Une partie du problème est que CKVM a perdu deux de ses trois tours à un moment donné au cours des années 1990 et n'a pas pu les remplacer. Le passage de la station au FM a été fait en grande partie pour résoudre ces problèmes techniques.
La station était affiliée à la Première Chaîne de Radio-Canada d'août 1953 à 2002. CKVM a été l'une des dernières stations de radio affiliées privées à se désaffilier de Radio-Canada.